# طوبال
الطوبال (الاسم العلمي:Nyssa) هو جنس من النباتات يتبع فصيلة القرانية من الرتبة القرانيات.

## أنواع الطوبال
- طوبال مائي (الاسم العلمي:Nyssa aquatica)
- طوبال جاوي (الاسم العلمي:Nyssa javanica)
- طوبال أوغيشي (الاسم العلمي:Nyssa ogeche)
- طوبال شانغزياني (الاسم العلمي:Nyssa shangszeensis)
- طوبال شويلياني (الاسم العلمي:Nyssa shweliensis)
- طوبال صيني (الاسم العلمي:Nyssa sinensis)
- طوبال حرجي (الاسم العلمي:Nyssa sylvatica)
- طوبال تالامنكاني (الاسم العلمي:Nyssa talamancana)
- طوبال يوناني (الاسم العلمي:Nyssa yunnanensis)
- طوبال أزرق (الاسم العلمي:Nyssa glauca)
- طوبال محروس (الاسم العلمي:Nyssa servatilis)